# Drepanosticta belyshevi
Drepanosticta belyshevi là loài chuồn chuồn trong họ Platystictidae. Loài này được Hämäläinen mô tả khoa học đầu tiên năm 1991.